# 션샤인 러브
"션샤인 러브"(Sunshine Love, 썬샤인 러브)는 한국에서 제작된 조은성 감독의 2013년 판타지, 멜로/로맨스, 코미디 영화이다. 오정세 등이 주연으로 출연하였고 박준식 등이 제작에 참여하였다.

## 캐스팅
- 오정세 : 길호 역
- 조은지 : 정숙 역
- 송삼동 : 민구 역
- 박재철 : 폴리스 박 역
- 이미도 : 성희 역
- 최혁 : 짝사랑녀 남친 역
- 전아름 : 따귀녀 역